# Euonymus macrocarpus
Euonymus macrocarpus är en benvedsväxtart som beskrevs av Gamble och Oliver. Euonymus macrocarpus ingår i släktet Euonymus och familjen Celastraceae. Inga underarter finns listade.